# 필름스타 인 리버풀
《필름스타 인 리버풀》(영어: Film Stars Don't Die in Liverpool)은 2017년 개봉한 영국의 전기 로맨틱 드라마 영화이다. 폴 맥귀건이 감독을, 맷 그린핼시가 각본을 맡았다. 피터 터너의 동명 회고록에 바탕하였다. 영국에서는 2017년 11월 16일에, 미국에서는 2017년 12월 29일에, 대한민국에서는 2018년 10월 25일에 개봉되었다.

## 줄거리
사 랑 하 라, 영 화 처 럼
1978년, 리버풀에서 우연히 만나 사랑에 빠진 필름 스타 ‘글로리아’와 배우 지망생 ‘피터’.
너무나도 달랐지만 함께라서 특별했던 두 사람은 어쩌면 마지막이 될 시간을 위해 가장 뜨겁게 사랑했던 리버풀로 돌아온다.
우리의 사랑은 이곳에 기억된다

## 출연진
- 애넷 베닝 - 글로리아 그레이엄 역
- 제이미 벨 - 피터 터너 역
- 줄리 월터스 - 벨라 터너 역
- 케네스 크래넘 - 조 터너 역
- 스티븐 그레이엄 - 조 터너 주니어 역
- 버네사 레드그레이브 - 진 맥두걸 역
- 프랜시스 바버 - 조이 홀워드 역
- 리앤 베스트 - 아일린 역
- 피터 터너 - 잭 역